# Cyriocosmus chicoi
Cyriocosmus chicoi là một loài nhện trong họ Theraphosidae.
Loài này thuộc chi Cyriocosmus. Cyriocosmus chicoi được miêu tả năm 1998 bởi Pérez-Miles.